# Kimball (Minnesota)
Pour les articles homonymes, voir Kimball.
La ville américaine de Kimball est située dans le comté de Stearns, dans l’État du Minnesota. Lors du recensement de 2010, sa population s’élevait à 762 habitants.

## Source de la traduction
- (en) Cet article est partiellement ou en totalité issu de l’article de Wikipédia en anglais intitulé « Kimball, Minnesota » (voir la liste des auteurs).